# Szack (gmina w powiecie lubomelskim)
Szack – dawna gmina wiejska istniejąca do 1939 roku w woj. wołyńskim (obecnie na Ukrainie). Siedzibą gminy był Szack.
Początkowo gmina należała do powiatu włodzimierskiego. 12 grudnia 1920 r. została przyłączona do nowo utworzonego powiatu lubomelskiego pod Zarządem Terenów Przyfrontowych i Etapowych. 19 lutego 1921 r. wraz z całym powiatem weszła w skład nowo utworzonego województwa wołyńskiego.  Według stanu z dnia 4 stycznia 1936 roku gmina składała się z 13 gromad. 
Po wojnie obszar gminy Szack wszedł w struktury administracyjne Związku Radzieckiego.